# Logasa
Logasa  (лат.) — род хищных коротконадкрылых жуков трибы Faronini из подсемейства ощупники (Pselaphinae). 3 вида.

## Распространение
Австралия.

## Описание
Мелкие коротконадкрылые жуки—ощупники (Pselaphinae). Длина тела около 2 мм. На голове киль между усиками не прерван посередине. Брюшко обычно с самыми длинными 3—4 (VI—VII)-м видимыми тергитами.
Род был впервые описан в 2001 году в энтомологом Дональдом С. Чандлером (University of New Hampshire, Durham, Нью-Гэмпшир, США) на основании типового вида Logasa novaeanglia и двух ранее известных таксонов из состава рода Sagola.

## Систематика
Род Logasa включает 3 вида, отнесён к трибе Faronini (надтриба Faronitae Reitter, 1882) из подсемейства Pselaphinae вместе с родом Sagola.
- Logasa novaeanglia Chandler, 2001
- Logasa tricolor (Oke, 1928)[4]
- Logasa ventralis (Oke, 1928)